# Церква Покрову Пресвятої Богородиці (Гриньківці)
Церква Покрову Пресвятої Богородиці в Гриньківцях — втрачена культова споруда, дерев'яний філіальний храм у Гриньківцях, які нині є частиною Пробіжної Колиндянської громади Чортківського району Тернопільської области України.

## Історія
Дерев'яна церква була збудована до [1832] р. і востаннє згадується [1861] р., хоча місцевість продовжувала обслуговуватися з Пробіжної.
У 1732—1733 роках генеральну візитацію храму здійснив о. Гедеон Загачевський.
Кількість вірян: 1832 — 111, 1854 — 409, 1874 — 397, 1844 — 456, 1864 — 429, 1884 — 511.

## Парохи
- о. Костянтин Скручинський (1732—1733)[4]
- о. Марко Тисинський ([1832]—1839+)[5]
- о. Юрій Сироїчковський (1839—1840)[5]
- о. Семен Лукасевич (1840—1873+)[5]
- о. Кирило Лукасевич (1873—1874, адміністратор)[5]
- о. Іларій Котович (1874—1886+)[5]
- о. Іван Димуєвський (1881—1882, сотрудник)[5]
- о. Андрій Тимусь (1882—1884, сотрудник)[5]
- о. Володимир Котович (1884—1886, сотрудник)[5]